# Bảo tàng Cluny
Bảo tàng quốc gia Trung Cổ (tiếng Pháp: Musée national du Moyen Âge) là một bảo tàng lịch sử về thời kỳ Trung Cổ, nằm ở khu phố La Tinh, thuộc Quận 5, Paris. Được thành lập vào năm 1844, bảo tàng nằm trong dinh thự Cluny và nhà tắm công cộng cổ La Mã. Vì vậy bảo tàng còn có tên bảo tàng Cluny.
| Métro Paris | Bến tàu điện ngầm: Cluny - La Sorbonne |

## Lịch sử
Bảo tàng quốc gia Trung Cổ có trụ sở là hai công trình lịch sử: nhà tắm cộng cộng từ thời Lutetia và dinh thự của dòng tu Cluny.

### Nhà tắm công cộng cổ La Mã
Nhà tắm công cộng cổ La Mã là một trong những vết tích rõ ràng nhất về kiến trúc Paris thời Gaule-La Mã. Lutetia được quy hoạch thành hai phần: một phía trong thành, phần còn lại nằm bên tả ngạn sông Seine, phía đồi Sainte-Geneviève. Đây là khu vực dành cho các dinh thự và những công trình lớn: đấu trường Lutetia ở phố Monge ngày nay, nhà hát ở vị trí trung học Saint-Louis, nhà tắm công cộng phía Đông ở Collège de France, nhà tắm công cộng phía Bắc, tức Cluny.
Nhà tắm công cộng Cluny xây dựng vào thế kỷ 1. Nước cung cấp được dẫn bằng ống máng từ sông Bièvre, cách 16 km. Bên trong nhà tắm chia thành nhiều không gian: phòng tắm lạnh với mái vòm 15 mét nằm chọn trong bảo tàng ngày nay, một phòng tắm nóng ở phía Tây gần đại lộ Saint-Michel, một phòng tắm nóng phía Nam ở góc đại lộ Saint-Michel và phố Du Sommerard. Các nhà tắm này chủ yếu dành cho tầng lớp cao của xã hội khi đó. Hai phòng tắm nóng đã bị sụp đổ một phần vào thế kỷ 18.

### Dinh thự Cluny
Vào đầu thế kỷ 13, Đại học Paris thành lập. Khu phố La Tinh trở thành trung tâm của giáo dục. Cũng như các dòng tu khác, dòng tu Cluny tìm tới đây để xây dựng một trường học. Công trình được bắt đầu vào nửa sau thế kỷ 13 ở quảng trường Sorbonne ngày nay, gần nhà tắm công cộng. Tới cuối thế kỷ 15, Jacques d'Amboise, tu viện trưởng của Cluny, quyết định xây dựng một dinh thự. Việc thi công tiến hành rất nhanh sau đó. Dinh thự gồm hai tầng, nằm giữa sân và vườn, phía thành phố có tường che kín, chỉ để một cửa nhỏ, hai dãy nhà ôm lấy sân.
Năm 1832, Alexandre du Sommerard, một người say mê thời kỳ Trung Cổ, tới sống tại dinh thự, mang theo bộ sưu tập cá nhân. Năm 1843, Nhà nước mua lại bộ sưu tập này và một năm sau đó bảo tàng được thành lập. Năm 1856 là dinh thự Cluny được xếp hạng di tích lịch sử và tiếp đó đến nhà tắm công cộng vào năm 1862.

## Bảo tàng
Từ năm 1999, bảo tàng Cluny trở thành bảo tàng quốc gia. Nhờ chính sách sưu tầm, số lượng hiện vật của bảo tàng tăng lên. Ngày nay, Cluny sở hữu 23 ngàn hiện vật, trong đó khoảng 2300 được trưng bày trên diện tích 2000 m². Các hiện vật của Cluny trải dài từ thời kỳ Gaule-La Mã tới thế kỷ 16, bao gồm điêu khắc Gothic, kính ghép màu, đồ kim hoàn, ngà voi, thảm, đồ dệt, các vật dụng hàng ngày thời Trung Cổ...
Năm 2005, bảo tàng đón 291.000 khách viếng thăm. Bên cạnh chức năng bảo tàng, Cluny còn tổ chức các hội thảo, hòa nhạc, xưởng nghệ thuật...

## Hình ảnh

Dinh thự Cluny
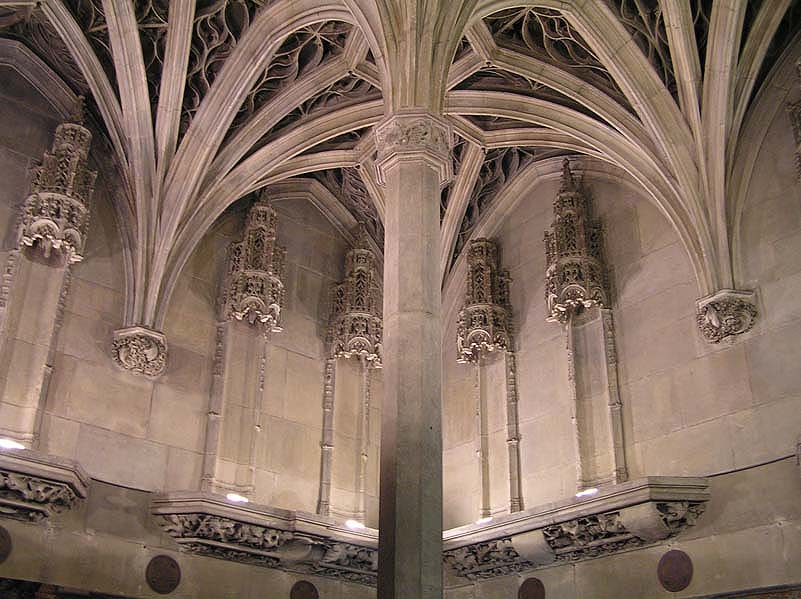
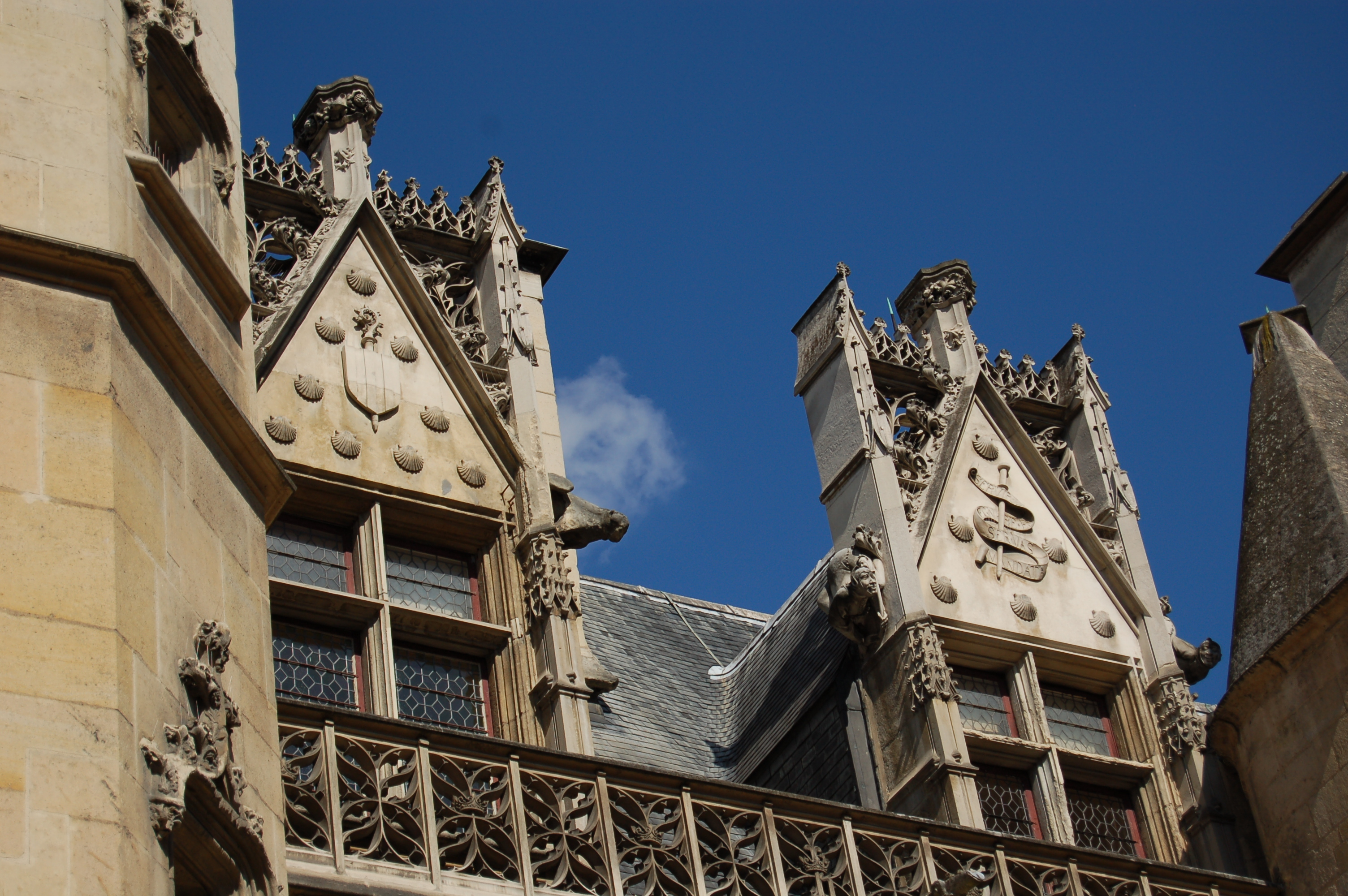
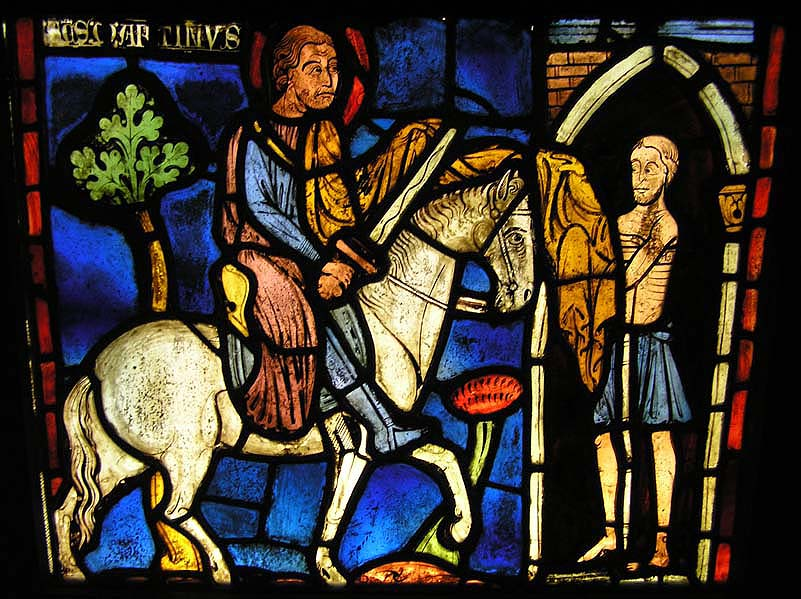
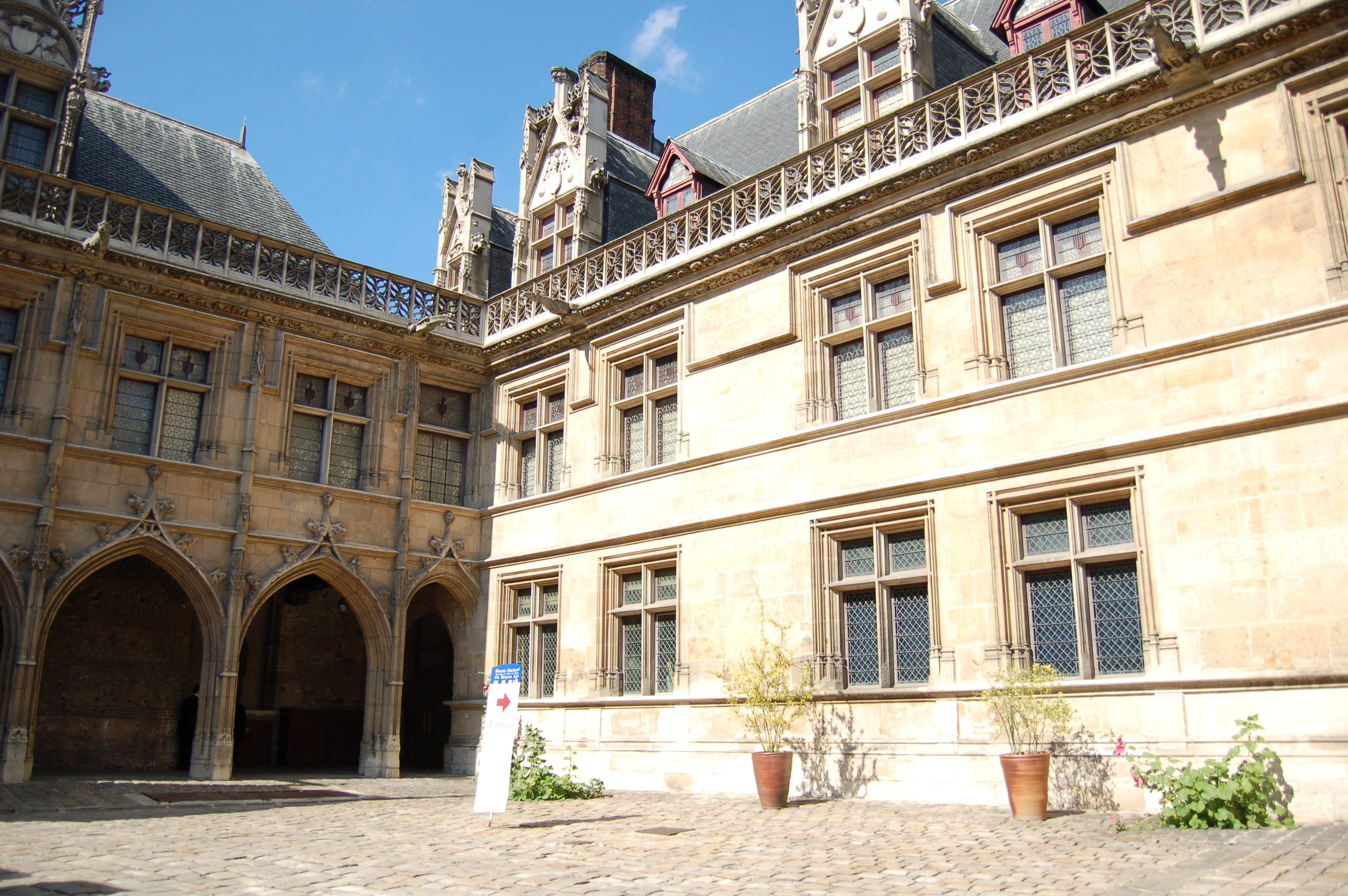

Các hiện vật bảo tàng quốc gia Trung Cổ
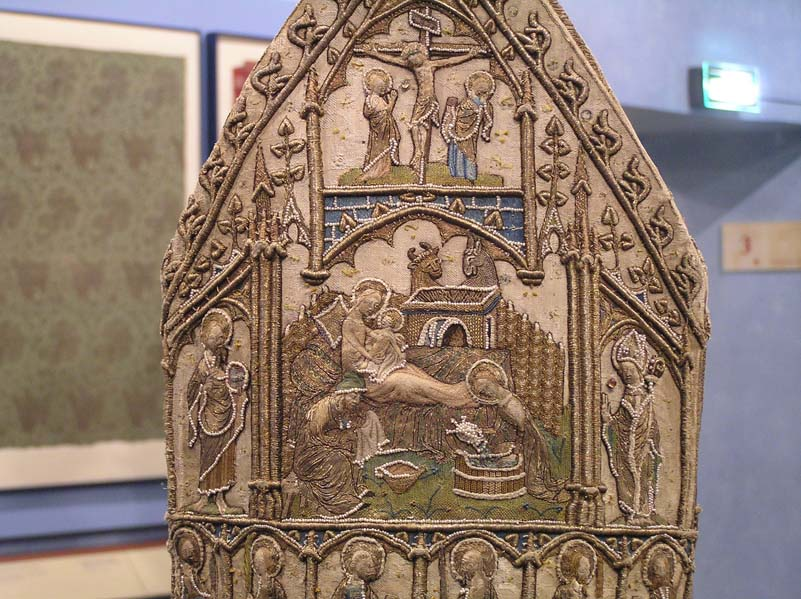
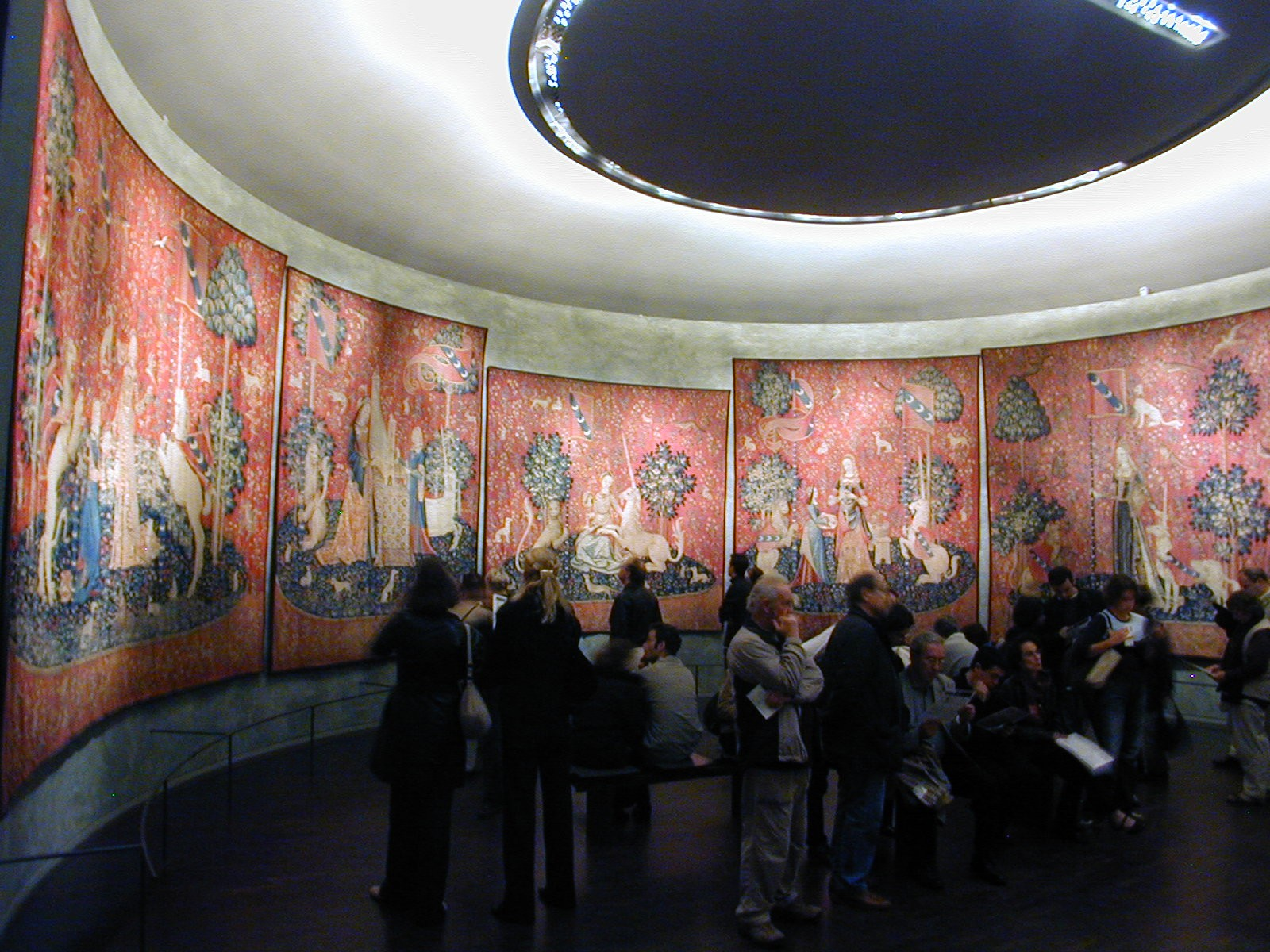
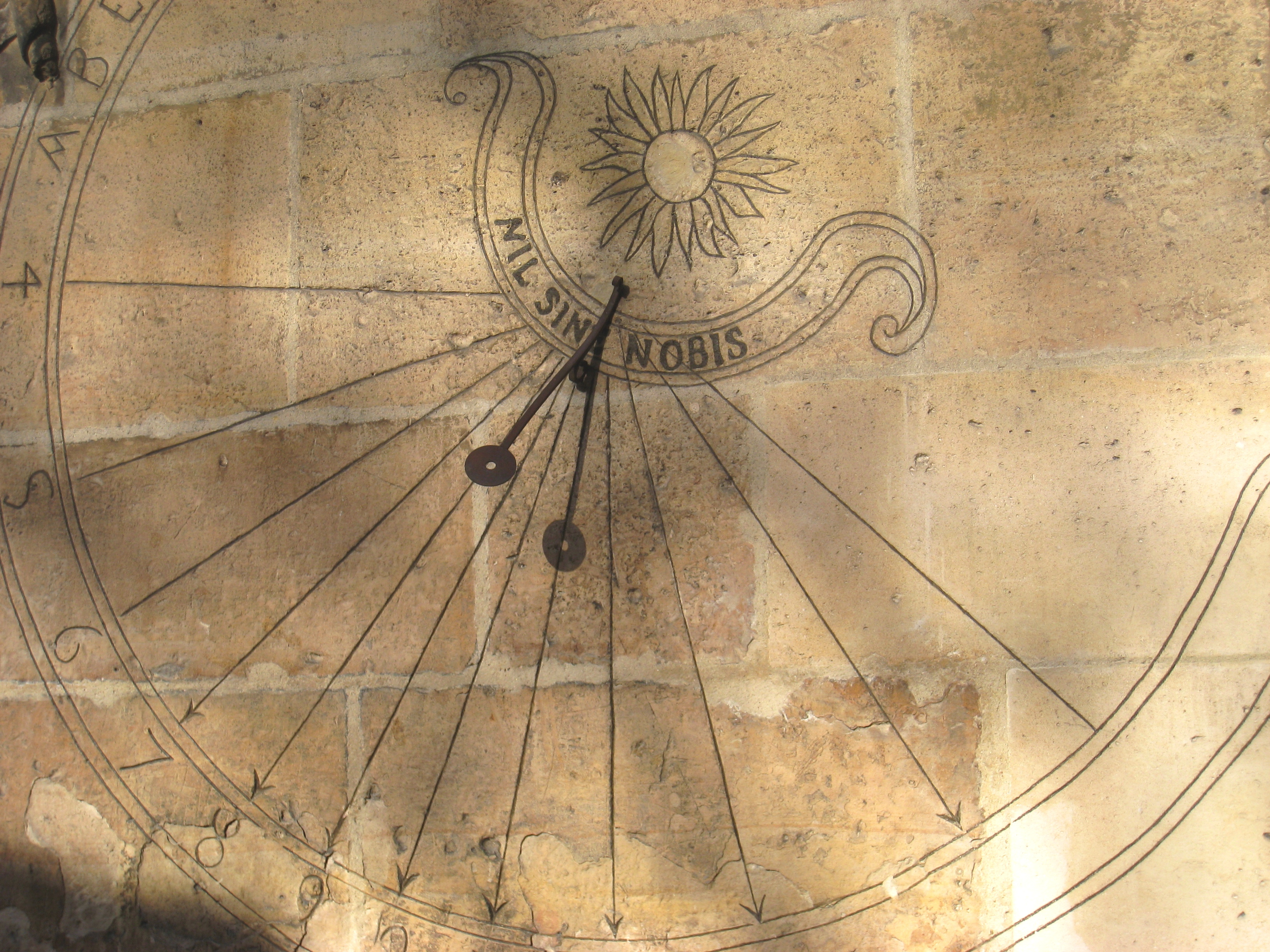
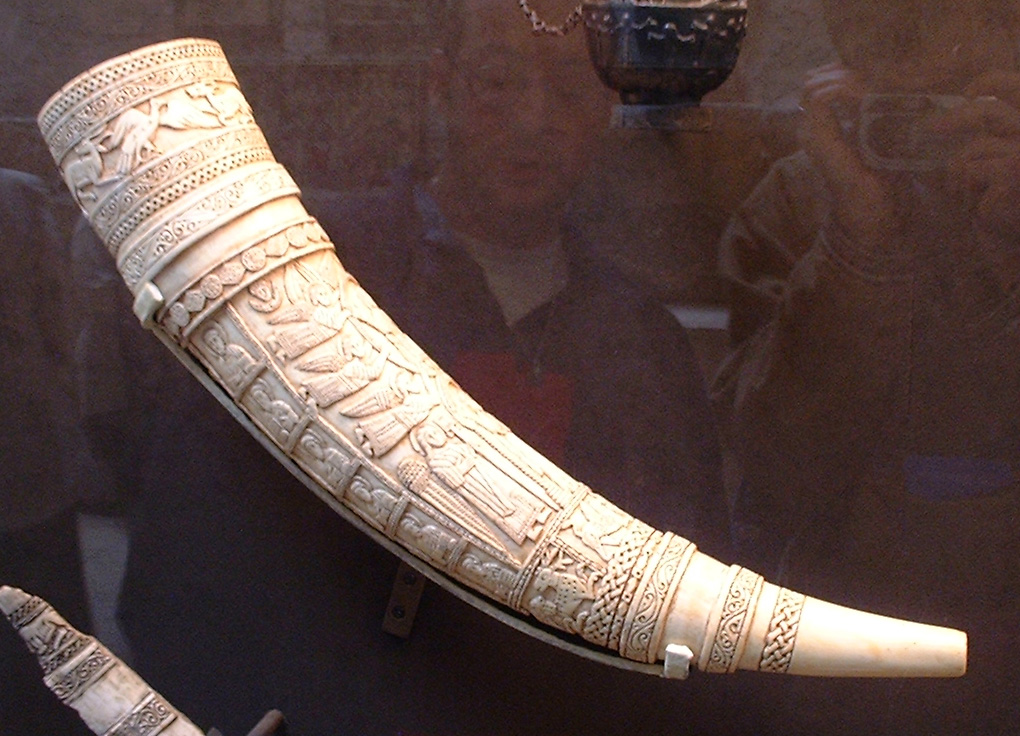